# متلازمة أسبرجر
متلازمة أسبرجر، هو اضطراب في النمو العصبي تتميز بصعوبات كبيرة في التفاعل الاجتماعي والتواصل غير اللفظي بالإضافة إلى أنماط مقيدة ومتكررة من السلوك والاهتمامات. تجدر الإشارة إلى أن متلازمة أسبرجر قد تم دمجها مع حالات أخرى ذات صلة في ما يعرف الآن باسم اضطراب طيف التوحد ولم تعد تعتبر تشخيصًا مستقلاً. في السابق، كان متلازمة أسبرجر تعتبر حالة مختلفة عن باقي الحالات التي تم دمجها في اضطراب طيف التوحد بسبب سماتها المميزة المتمثلة في مهارات اللغة اللفظية السليمة نسبيًا والذكاء.
سُميت هذه المتلازمة على اسم طبيب الأطفال النمساوي هانز أسبرجر، الذي وصف في عام 1944 الأطفال الذين كانوا تحت رعايته، إذ لاحظ أنهم يكافحون من أجل تكوين صداقات، ولديهم صعوبة في فهم إيماءات أو مشاعر الآخرين، وينخرطون في محادثات أحادية الجانب حول اهتماماتهم المفضلة وأظهروا الحماقة. في عام 1994، تم إدراج تشخيص مرض أسبرجر في الطبعة الرابعة (DSM-IV) من الدليل التشخيصي والإحصائي الأمريكي للاضطرابات العقلية؛ ومع ذلك، حين نشر الدليل التشخيصي والإحصائي للاضطرابات العقلية (DSM-5) في عام 2013، أزيلت المتلازمة، ودمجت أعراضها في اضطراب طيف التوحد، إلى جانب التوحد الكلاسيكي والاضطرابات النمائية الشاملة غير المحددة (PDD-NOS). وبالمثل، في عام 2021، تم إدراج متلازمة أسبرجر ضمن اضطراب طيف التوحد في التصنيف الدولي للأمراض (ICD-11).
يتم استخدام كلمة اسبرجر بشكل غير رسمي للتفريق ما بين الأشخاص الذين يقعون في قطب التوحد الكلاسيكي و يعانون تأخرا في اللغه والذكاء والأشخاص الذين يقعون بعيدا من القطب ولا يعانون من تأخر في اللغه والذكاء.
تلعب الجينات دورا أساسيا في تكوين الدماغ لدي الأسبرجريين. أدمغتهم تستقبل وتتعامل مع المعلومات بشكل مختلف. بالتالي تتكون لديهم صعوبات في العلاقات الاجتماعية وقد يؤثر هذا على تطورهم المهني واستقرارهم الأسري.

## الخصائص
الأسبرجر هو اضطراب عصبي، ويتميز بنمط من الأعراض بدلًا من عرض واحد محدد. يتميز بضعف في التفاعل الاجتماعي (كعدم الذهاب إلى المناسبات أو عدم زيارة قريب مريض في المستشفى) واتباع أنماط محدودة ومقولبة من السلوك والأنشطة والرغبات، ولا يميزه أي تأخر ملحوظ في الإدراك أو تأخر في الناحية اللغوية. بعض الأعراض الأخرى هي الانشغال المكثف بموضوع واحد ضيق، الإسهاب من جانب واحد، والتصرف الأخرق جسديا، لكن تلك الأعراض ليست بالضرورة مطلوبة ليتم تشخيص المرض.

## الأعراض

### صعوبات في العلاقات الاجتماعية
دائما ما تتكون لدي الشخص الاسبرجري صعوبات في العلاقات الاجتماعية تتمثل في سوء فهم الأشخاص، عدم القدرة على تكوين الصداقات، عدم القدرة على الاستمرارية في الصداقات أو فهم وتقدير المعني الحقيقي للاجراءات الاجتماعية. لدي الشخص الاسبرجري صعوبة في الانضمام الى الحفلات او الاجتماعات، صعوبة في التعامل مع المواقف الاجتماعية وصعوبة في العلاقة مع شريك الحياة أو الأشخاص المحيطين به.  
دائما ما يكون لدي الاسبرجري صعوبة (او على عقله غمامة) في فهم وجهات النظر الأخرى، مثل احاسيس الناس، مشاعرهم، ردات فعلهم المحتملة، وفهم ماذا يفكر فيه الآخرين او مقاصدهم التي في الايماءات او في حركات الجسد و تعابير الوجه وتتكون لديه صعوبه في قراءة ما بين السطور.
مع تقدم العمر والخبرة في الحياة، قد يتعلم الأسبرجري كيفية التعامل الاجتماعي لكن يقوم بتحليل المعلومات في مكان آخر من الدماغ. عند الاجهاد او الانفعال العاطفي يفشل في التعامل الاجتماعي.  الأشخاص ذوي الدماغ النيوروتيبيكل (الأشخاص العاديين ان جاز التعبير) لديهم قدرات فعالة وكبيرة في التعامل الاجتماعي لأنهم مولودين بالفطرة على ذلك. لكن الاسبرجريين يقومون باكتساب هذي القدرات مع الزمن وحتى مع اكتسابها قد لا يستطيعون تطبيقها بشكل فعال كما الأشخاص العاديين.
ربما يكون نقص تعاطف الأسبرجريين مع الآخرين هو الجانب الأكثر اختلالًا. ويعاني الاسبرجريين من صعوبة التفاعل الاجتماعي الأساسية، مما قد يؤدي إلى فشل في تكوين صداقات جديدة أو السعي للحصول على المتعة أو عمل إنجازات مع آخرين (على سبيل المثال، يصعب عليه التعبير عن الأشياء التي يحبها للآخرين)، كذلك فهو يعاني من نقص في تقديم المعاملة بالمثل اجتماعياً وعاطفياً، ويعاني من ضعف في السلوكيات اللالفظية مثل التواصل بالعين، التعبيرات عن طريق الوجه، أوضاع الجلوس، والإيماءات.
وعلى عكس أولئك المصابين بالتوحد، لا ينسحب الأسبرجريين من حول الآخرين، بل إنهم يقتربون من الآخرين، حتى ولو على نحو أخرق. وعلى سبيل المثال، قد يشارك الاسبرجري في حوار من جانب واحد مع شخص آخر، ويبدأ في الحديث المطول عن موضوع مفضل، دون أن ينتبه إلى مشاعر المستمع أو إلى ردود فعله، مثل حاجة الآخر إلى الخصوصية أو إلى تعجله للرحيل من المكان. هذا الارتباك الاجتماعي يطلق عليه اسم «نشط لكن غريب». هذا الفشل في الرد بشكل مناسب مع التفاعلات الاجتماعية، قد يظهر على أنه عدم احترام لمشاعر الآخرين، ويمكن أن يفهمها الأخرون على أنه «تبلد شعور» من قبل المريض.
وتتيح القدرة الإدراكية للأطفال الاسبرجريين أن يعبروا عن المعايير الاجتماعية في بيئة اختبارية، حيث يمكن أن يكونوا قادرين على توضيح فهمهم النظري لمشاعر الآخرين، وعلى الرغم من ذلك، فإنهم عادة ما يواجهون صعوبات في تطبيق تلك المعرفة أثناء مواقف الحياة الفعلية. وقد يحلل ويستخلص الأشخاص الاسبرجريين ملاحظاتهم حول التفاعل الاجتماعي إلى توجيهات سلوكية جامدة، ثم يقومون بتطبيق تلك «التوجيهات» بشكل مرتبك، وعلى سبيل المثال: إجبار المريض على استخدام تواصل بصري، يؤدي إلى تصرفات قد تبدو جامدة أو ساذجة اجتماعياً. ويمكن أن تتحول الرغبة الطفولية في الرفقة، إلى شيء فاقد الإحساس، عبر مجموعة متعاقبة من اللقاءات الاجتماعية.
أما الفرضية القائلة بأن الاسبرجريين هم أكثر ميلًا إلى السلوك العنيف، فقد تم البحث فيها لكنها غير مدعومة ببيانات يمكن الاعتماد عليها بل أن العديد من الشواهد تشير إلى أن الأشخاص الاسبرجريين يكونون غالباً ضحايا أكثر منهم كمؤذيين للآخرين. وقد وجد تقريرٌ نُشر عام 2008 أنّ عدداً كبيراً جداً من الاسبرجريين يعانون من اضطرابات نفسية تمنعهم من التعايش مع الآخرين مثل اضطراب الفصام العاطفي.

#### صعوبة في تسجيل المعلومات الاجتماعية في الدماغ
الأسبرجريين لا يستطيعون السماع والنظر الى الشخص وتسجيل الايماءات وحركات الجسد كلها في نفس الوقت كالأشخاص العاديين. يصعب عليهم تسجيل كل المعلومات، لذلك قد لا يفهمون بعض الأمور كما يفهمها الأشخاص ذوي العقل النيوروتيبيكل. قد لا ينظر الاسبرجريين للأشخاص عندما يتكلمون، اذ قد يكونون منغمسين في الشرح. بالتالي قد لا ينتبهون الى لغة الجسد والمعلومات ما بين السطور.

### صعوبة قراءة المعاني التي بين السطور
يفهم الشخص الاسبرجري الآخرين فهما لفظيا. مثلا: يهاتف زوج زوجته الأسبرجرية وهو في طريقة للمنزل ويسألها: هل تحتاجين لشيء ما؟ ترد الزوجة: لا أريد شي. لكن عندما يصل الزوج الى البيت يكتشف أنهم يحتاجون لبعض المستلزمات المنزلية. يستغرب الزوج من اللامبالاه ويحدث الخلاف. يحصل سوء الفهم هذا لأن الزوجة لم تفهم المعنى الغير لفظي لسؤال زوجها هو أن إذا ما كانت تحتاج لشي للمنزل، لكن الزوجة فهمت السؤال فهما لفظيا بحيث أنها اعتقدت أنه سؤال شخصي، ما إذا كانت تحتاج الى شي يخصها.  

### التعلق باهتمامات خاصة او محدوده
يتعلق الأسبرجريين بمواضيع او اهتمامات تستحوذ عليهم الى حد الهوس أحيانا.  معظم حديثهم يكون عن تلك الاهتمامات، ومعظم وقتهم يقضونه في تلك الاهتمامات، وقد ينفقون أكثر من اللازم من مدخراتهم على تلك الاهتمامات.  قد تتغير الاهتمامات. لكن يبقي الهوس والاهتمام الذي يستحوذ على وقتهم وجهدهم.

### الرغبات والسلوك المتقيد والمتكرر
غالباً ما يبدي الاسبرجريين سلوكيات، رغبات وأنشطة تتميز بالتقيد والتكرار، وأحياناً قد يكون اهتمامهم بتلك المجالات مكثفا أو مركزا بشكل غير طبيعي. وقد يستمرون في القيام بأنشطة روتينية معينة، يتحركون في أشكال متكررة، أو قد يشغلوا أنفسهم بأجزاء من بعض المجالات.
ويعد السعي نحو مجالات معينة، هو واحد من أبرز سمات الأسبرجر. وقد يجمع الأشخاص المصابون بالمرض مجلدات من المعلومات التفصيلية عن موضوع واحد ضيق محدد، مثل «الديناصورات» أو «أعضاء الكونجرس» أو «القطارات»، بدون أن يكون لديهم فهم حقيقي حول الطبيعة الأشمل للموضوع. وعلى سبيل المثال، يمكن لطفل أن يختزن أرقام طراز كاميرات فوتوغرافية مختلفة في ذاكرته، دون أن يكون لديه أي اهتمام بالتصوير الفوتوغرافي. ويظهر هذا السلوك بشكل واضح عادة قبل سن المدرسة الابتدائية، أي: سن الخامسة أو السادسة. وعلى الرغم من أن أوجه الاهتمام هذه قد تتغير من وقت للآخر، فإنها غالباً ما تتطور لتصبح أكثر غرابة وأضيق أُفقاً من ذي قبل، وغالبا ما تهيمن على تفاعل الطفل الاجتماعي بدرجة كبيرة، لدرجة أن الأسرة بأكملها قد تصبح خارج دائرة اهتمامه. ولأن الموضوعات الضيقة غالباً ما تستحوذ على اهتمام الأطفال -بشكل عام-، فإن ذلك العرض يمكن ألا يلاحظ عند التشخيص.
وتعتبر التصرفات النمطية والتكرارات الحركية جزئين أساسيين في تشخيص الأسبرجر والأنواع المختلفة من اضطراب طيف التوحد. تتضمن تلك الحركات بعض الحركات باليد مثل لوي اليدين أو خفقهما، بجانب حركات معقدة تشمل الجسم كله. وعادة ما تتكرر هذه الحركات في اندفاعات سريعة وتبدو أكثر عفوية منها كتشنجات، التي عادة ما تكون أسرع، وبإيقاع أقل، وبتناظر أقل.

### النطق واللغة
وعلى الرغم من الأفراد المصابين بالأسبرجر يستطيعون اكتساب المهارت اللغوية بدون تأخير كبير وعادة لا يعيب كلامهم أي تشوهات، إلا أن اكتساب اللغة واستخدامها يكون «غير نمطي» في كثير من الأحيان. وتشمل حالات الشذوذ كلا من: الإسهاب، التحولات المفاجئة، التفسيرات الحرفية، عدم الشمولية (بشكل بسيط)، استخدام المجازات فقط لمن يخاطبه، عجز عن إدراك المستمعين، رصانة غير عادية، الكلام بشكل رسمي، رتابة في مستوى الصوت والحدة والترنيم والإيقاع.
وهناك ثلاث أوجه من أنماط الاتصال تهم البحث الإكلينيكي: الحديث بشكل بالغ الإيجاز، عرضية وظرفية الخطاب، ومدى أهمية الحديث المسهب. وعلى الرغم من أن تنغيم الصوت ومقام الصوت يكون أقل حدة أو أقل رتابة مما هو عليه الحال عند المصابين «بالتوحد»، إلا أن الاسبرجريين غالباً ما يكون لديهم نطاق محدد من تنغيم الصوت: لذلك قد تجد الكلام سريعاً على نحو غير عادي، أو متشنج أو يخرج بصوت عالي. وقد ينقل الكلام شعورا بالنفور، وغالباً ما يحتوي الكلام -ذو الطبيعة الحوارية- مونولجات عن مواضيع تثير ضجر المستمع، مع فشل في خلق جوا للتعليق -لسماع تعليقات المستمع-، أو فشل في التحكم بالأفكار الداخلية ومنعها من التحول إلى كلام مستمر. وقد يفشل الاسبرجريين في تحديد ما إذا كان المستمع مهتم فعلاً بالمحادثة ومشاركاً فيها. وقد يفشل المتكلم في توضيح هدفه من الحديث، وغالباً ما تفشل محاولات المستمع للتعليق على محتوى أو منطق الحديث، أو للتحول لموضوعات أخرى.
ويمكن ان يتمتع الأطفال الاسبرجريين بثروة لغوية معقدة على نحو غير عادي وفي سن مبكرة، وغالباً ما يطلق عليهم «الأساتذة صغيرو السن»، لكنهم غالباً ما يجدوا صعوبة في فهم اللغة التصويرية، ويميلوا إلى استخدام اللغة الحرفية. وكذلك فإن أطفال مرضى الأسبرجر لديهم نقاط ضعف في مجالات اللغة غير اللفظية، تشمل هذه النقاط: الدعابة/الفكاهة، السخرية، وإثارة ضيق الغير. وعلى الرغم من أن غالبية الأفراد المصابين بالأسبرجر يستطيعون فهم مسألة «الفكاهة» إلا أنه ينقصهم فهم «مغزى» الفكاهة، مما يمنعهم من مشاركة الاستمتاع بها مع الآخرين. ورغم وجود أدلة قوية توضح على ضعف تقدير «الفكاهة» لدى المصابين، فإن تقارير نادرة تتحدث عن أفراد مصابين بالمتلازمة ولديهم الحس الفكاهي، مما دفع بعض أصحاب النظريات في مجال الأسبرجر والتوحد لمحاولة فك هذا اللغز.

### مشاكل تتعلق بالاحساس في محيط الجسد في الفضاء
حركة الجسد لدي الأسبرجريين غير منضبط.  قد يصطدم الاسبرجري بالأشياء. يكون الاسبرجري غير واعي بمحيط جسده في الفضاء.  قد تقل مشكلة الاصطدامات مع الزمن. من المشاكل التي لها علاقة بنقص الاحساس بالجسد هو أن الاسبرجري قد يقف قريبا جدا من الناس، اذ أنه قد يفشل في تقدير المسافة المناسبة التي يجب عليه ان يتركها كحيز اجتماعي بينه وبين الشخص الآخر، مما قد يتسبب في ظنون في غير محلها.

### التعلق بالروتين وصعوبة في المرونة
يكره الأسبرجريين التغيير.  يضعون لأنفسهم روتين أو خطط من الصعب عليهم تغييرها. وكأن هناك أشياء يجب أن تحدث قبل أشياء والا لن يتم الأمر. لديهم صعوبة في أن يكونوا مرنين، حتى في التفكير. عندما يضعون خطه يجب أن تطبق الخطة حرفيا. يصعب عليهم أن ينظروا للأمور من منظور آخر أو يغيرون انتباههم الى شي آخر. 

### ردات فعل أكبر تجاه المؤثرات
لدي الأسبرجريين ردات فعل أكبر من الأشخاص العاديين لبعض المؤثرات مثل البرودة، الحرارة، الإضاءة، الأصوات، الروائح، أو الطعم.

### تقييم الذات والتقييم الاجتماعي
يمكن تلقين الأشخاص التوحديين بعض المهارات الاجتماعية والتخاطبية ولكن هذان الجانبان ليسا وحدهما هما الوسيلتان المطلوبتان للتوافق مع الآخرين في الأوضاع الاجتماعية المختلفة إذ أن من المهم أيضاً أن يكون هناك فهم دقيق إلى حد كبير لمشاعر الشخص الآخر وكيفية تفكيره لتقدير كيف نستطيع أن نقدم أنفسنا: كأن نخادع أو نفتن أو نطري ونتملق أو نفوي أو نتعاطف.. إلخ. كما أننا نوظف المعرفة حول كيفية تقديم الذات للحكم على دوافع الآخرين، مثلاً معرفة متى نثق بهم. ولا يتمتع التوحديون بهذه القدرات ويعانون من زيادة مفرطة في الصدق والأمانة والثقة مما يعرضهم للاستغلال.
ويقدم الناس صورة عن ذواتهم أيضاً من خلال مظهرهم الشخصي والمجال الحيوي الذي يعيشون فيه. والمجال الذي يعيش فيه الشخص التوحدي غالباً ما يكون خالياً من الصفة الشخصية أو يضم مجموعة من الأشياء المختلطة غير المنظمة التي تراكمت إما عشوائياً وإما كجزء من مجموعة أكبر. ولا توجد أي محاولة لترك انطباع لدى الآخرين. وبالمثل تكون الملابس غريبة يتعذر وصفها وتصنيفها. والواقع أنه يندر على الشخص التوحدي أن يقوم بشرائها حتى وأن كان قادراً تماماً على شراء أشياء أخرى كالاسطوانات الموسيقية على سبيل المثال. والتوحديون بصفة عامة لا يكوِّنون مفاهيم حول الأزياء وخطوط الموضة.

### القسوة وانعدام التقمص العاطفي
كما أشرنا سابقاً، يواجه التوحديون صعوبة في فهم مشاعر وأفكار الآخرين وبالتالي فأنهم يفتقرون إلى التقمص العاطفي أي القدرة على استشعار ما يحس به الغير. وهذا يجعل من السهل على التوحدي أن يصبح انفعالياً. وما لم يتم وضع ضوابط خارجية على ميله لفرض سلوكياته على أسرته فإن الطفل التوحدي قد يتحول إلى طاغية. وعلى سبيل المثال فإن مراهقاً مصاباً بالتوحد تحكم في حياة أبويه إلى أنهما كانا يخشيان الخروج من المنزل وكان يتسوقان أغراضهما المنزلية خلسة وخفية، ويقضيان وقتاً طويلاً في التنظيف لأن أبنهما تغتابه نوبات غضب عارم تجاه الأقذار والأوساخ ويعانيان في كل وجبة من كابوس إقناعه بتناول المزيد من الطعام المنوع. ويكيف التوحديون، مثلهم في ذلك مثل الأشخاص غير التوحديين، سلوكهم وفقاً للنتائج المتوقعة منهم. ويتعلم معظم المصابين بالمتلازمة باكراً أن إيذاء الآخرين يتبعه أكثر النتائج خطورة ولذلك فأنهم عادة ما يتصرفون وفقاً لهذه القاعدة. ولذلك فإن قلة من المصابين بمتلازمة أسبرجر يكونون عنيفين تجاه الآخرين. غير أن العنف لدى الطفل التوحدي قد يكون شديدا أحيانا إذ أن التوحدي لا يرى علامات الألم لدى الشخص الآخر.
وقد تنتج نوبة الغضب عند التعرض لنوع خاص من المقت والبغض كحالة رجل كان يهاجم النساء والفتيات اللواتي يغنّين بدرجة صوت معينة، أو عن إحباط ناجم عن تغيير في روتين ما، أو عن رد فعل عاطفي مطابق لرد الفعل المسبب للغضب لدى الأطفال غير التوحديين. وخير مثال على الحالة الأخيرة أولئك الأطفال الأكبر سناً الذين يدفعون إخوانهم الأصغر سناً على الدرج أو يؤذونهم بصورة أخرى، أو الأبناء الذين يعتدون على أمهاتهم لأنهن لم يلبين لهم مطلباً من مطالبهم.

### الاهتمام بالآخرين
كان كانر أول من وصف الأطفال المنعزلين عن الآخرين ولبعض الوقت كان يفترض أن الأطفال التوحديين منقطعين تماماً عن الأشخاص الآخرين. والواقع أن العديد من المحللين النفسانيين أخذوا هذا الافتراض كنقطة انطلاق لفهم التوحد. غير أن ملاحظة الأطفال التوحديين معاً في جماعة أوضحت أنهم يبذلون نفس القدر من التقاربات إلى بعضهم تماماً كما يفعل الأطفال العاديين في جماعة. وتتميز هذه التقاربات بالقصر ولا تتطور إلى تفاعل وسرعان ما يتبعها الانسحاب ولكن حقيقة أن العديد من الأطفال التوحديين يبدأون هذه التقاربات تشير إلى وجود مستوى طبيعي من الاهتمام بالآخرين. غير أن ذلك لا يعني أن الأطفال التوحديين لديهم اهتمام بالأشياء لدى الآخرين بنفس اهتمام الأطفال غير التوحديين.
ويبدو أن ما يميز الأشخاص التوحديين عن غيرهم من غير التوحديين هو أن التفاعل فيما يبدو يكون غير سار بالنسبة للشخص التوحدي وتبعاً لذلك فأن تقديم عرض بالتفاعل قد ينفر الطفل التوحدي أكثر مما ينفر الطفل غير التوحدي. ونحن كأشخاص غير توحديين نادراً ما نضع في بالنا إمكانية الفشل في تفاعل اجتماعي ما لم تكن هناك ظروفاً استثنائية مثل إجراء مكالمة دولية على خط هاتفي سيئ أو التحدث إلى شخص بلغته الأجنبية. غير أن الفشل في التفاعل الاجتماعي أمر عادي بالنسبة للشخص التوحدي ولعل هذا واحد من التفسيرات الممكنة لماذا يمكن أن يكون التفاعل الاجتماعي منفراً.
ويتلاءم هذا التفسير مع بعض الحقائق المعروفة حول علاقات الأشخاص التوحديين. ومن الملاحظات المثبتة أن الانعزال أكثر شيوعاً لدى الأطفال التوحديين الأصغر سناً والأكثر إعاقة وعدم قدرة. ويشكل هؤلاء كل المجموعات التي لها فرصة قليلة في تعلم المهارات الاجتماعية ومن ثم يواجهون صعوبات جهة في تحقيق نجاح في التفاعل الاجتماعي. وعليه فإن الانعزالية قد تكون وسيلة لتفادي الأوضاع التي تثير القلق والحصار النفسي.
ومن بين العديد من المسائل الخلافية ذات العلاقة بعلاج الأطفال التوحديين تلك المسألة التي تتعلق بالآتي: إلى أي مدى يمكن تعمد التدخل لإخراجهم من عزلتهم وسليتهم؟ وسوف يثير أي تقارب اجتماعي للطفل المنعزل المصاب بالتوحد سلوكاً يبدو ناجماً عن القلق مثل أرجحة الجسم أو تفادي النظر المباشر إلى الشخص موضوع التفاعل. غير أنه في ظل ظروف معينة مثل مواصلة نوع من العلاج سيرد ذكره لاحقاً فإن التدخل المتواصل يزيد من احتمالات التفاعل الاجتماعي لدى الطفل التوحدي وتحد من سلوكيات اجتماعية مثل الأرجحة. وقد نفسر الفرضية السلوكية بأن الشخص التوحدي يعيش في صراع بين الرغبة في التفاعل وبين القلق من الفشل في التفاعل مثل هذه النتائج.
وفي البداية يزيد التدخل الاجتماعي من مشاعر القلق لدى الطفل التوحدي مما يؤدي إلى المزيد من السلوك اللاجتماعي. ولكن إذا ما أدى التدخل إلى نوع من التفاعل الذي يمكن الإبقاء عليه فإن مشاعر القلق لدى الطفل تنحسر. وعندما ينتهي التفاعل يكون الطفل قد اكتسب قدراً من الأهلية الاجتماعية وفقد بعض القلق التوقعي خلال الحدث التفاعلي الاجتماعي التالي.
وبمساعدة من الأبوين والمعلمين يمكن للطفل التوحدي الأكثر قدرة تحقيق قدر كاف من الأهلية الاجتماعية في بدايه مراحل طفولته إلى الحد الذي يمكنه من الكف عن تفادي التفاعل الاجتماعي. غير أن نفس العوامل التي تؤثر في الثقة بالذات والطبيعة الودية المنبسطة للطفل غير التوحدي فيما يبدو تؤثر أيضاً على الطفل التوحدي. ويظل بعض الأطفال التوحديين يعانون من الخجل ويبقون متخفظين وحذرين ونادراً ما يبادرون إلى تفاعل اجتماعي بينما قد يصبح آخرون «نشطين وغير مألوفين»، ويندرج العديد من التوحديين من الأطفال والبالغين الأكثر قدرة تحت هذه الفئة الأخيرة. وبما أنهم لا يميزون بين الغرباء والأصدقاء فإن من المفارقات أن هؤلاء الأطفال قد يكونون في غاية الاستعداد لتجاذب أطراف الحديث مع الغرباء أو الزوار عند الضرورة.

### أخرى
قد تكون لدى الأشخاص الذين يعانون من الأسبرجر علامات أو أعراض تكون غير معتمدة على التشخيص، لكنها قد تؤثر على الفرد أو على أسرته. تشمل تلك الأعراض: اختلافات في الإدراك ومشكلات مع المهارات الحركية، النوع، والعواطف.
وغالباً ما يتمتع الأفراد المصابون بالأسبرجر بإدراك سمعي وبصري ممتازين. وكذلك يبدي الأطفال المصابون إدراكاً متميزا للتغيرات البسيطة التي تحدث لأنماط مثل ترتيب بعض الأغراض، أو ترتيب صور معلومة جيداً لديهم، عادة ما يكون ذلك في نطاق محدد ويتضمن معالجة لأجزاء دقيقة للغاية. وعلى العكس، فإن بالمقارنة مع الأفراد المصابين بالتوحد عالي الأداء، يعجز الأفراد المصابون بالأسبرجر عن أداء بعض المهام والتي تطلب إداركاً بصرياً ومكانياً وسمعياً، أو ذاكرة بصرية. وقد أخبر العديد ممن تعاملوا مع أفراد مصابين بالأسبرجر والتوحد عن مهارات حسية غير عادية، ومهارات إدراكية وخبرات غير عادية لدى هؤلاء الأفراد. قد يكونون حساسين أو غير حساسين للصوت، الضوء، اللمس، الملمس، الطعم، الرائحة، الألم، درجة الحرارة، وغيرها من المحفزات، وقد يقومون بإبداء حساً متزامناً، وتوجد هذه الاستجابات الحسية في أنواع أخرى من اضطرابات النمو، وليست فقط مقصورة على مرض الأسبرجر أو اضطراب الطيف التوحدي. وهناك دعم بسيط لرد الفعل الخاص بنظرية الكر والفر الزائد، أو فشل في الترويض لدى التوحد، وهناك أدلة أكثر لقلة الاستجابة لمحفز حسي، على الرغم من أن العديد من الدراسات تبين عدم وجود اختلافات.
وتشير ملاحظات هانز أسبرجر الأولية وكذلك مخططات التشخيص الأخرى إلى وصف الارتباك الجسدي. وقد يتأخر الأطفال المصابون بالأسبرجر في اكتساب المهارت الحركية التي تتطلب مهارة، مثل ركوب دراجة أو فتح مرطبان، وقد تبدو حركتهم ذات شكل «أخرق» وقد يبدون كمن يشعر بأنه غير مرتاح داخل ملابسه. ويمكن أن يتصرفوا بطريقة ضعيفة تنظيمياً، أو يقومون بالجلوس أو العدو بشكل غريب أو قلق الحركة، ويمكن أن يكون خط يدهم غير واضح، ويمكن أن يكون لديهم مشاكل في التكامل بين الحركة والرؤية. وقد تظهر لهم مشاكل مع الإحساس بوضع الأجسام، -كنوع من أنواع العمه الحركي Apraxia، حيث يفقد المريض القدرة على القيام بحركات معقدة بشكل متناسق-، ومشاكل مع: التوازن، المشي جنباً إلى جنب، وتوجيه إصبع الإبهام.ولا يوجد أي دليل على أن المشكلات المصاحبة لهذه المهارات الحركية تعتبر فارقاً بين الأسبرجر والأنواع الأخر من اضطراب الطيف التوحدي عالي الأداء.
وغالبا ما يواجه الأطفال والأشخاص المصابون بالمرض مشكلات مع النوم، بما في ذلك صعوبة في الخلود للنوم، كثرة الاستيقاظ الليلي، والاستيقاظ في وقت مبكر من صباح اليوم. كما يرتبط الأسبرجر بمستويات عالية من الـلامفرداتية، وهو صعوبة في تحديد ووصف عواطف الشخص الداخلية.
على الرغم من اقتران الأسبرجر مع قلة جودة النوم، ومع الـ لامفرداتية، فإن علاقتهم السببية غير واضحة.
ومثلما هو الحال مع الأشكال الأخرى لإضطراب طيف التوحد فإن آباء الأطفال المصابين بالأسبرجر يعانون من مستويات عالية من الإجهاد.

## التشخيص
غالبا ما لايعير الشخص الأسبرجري الاهتمام للتشخيص، وقد لا يبذل جهدا في علاج المشاكل الأسرية اوالاجتماعية المترتبة على كونه أسبرجري.  ومع ذلك ، قد يعاني الشخص الاسبرجري من الإكتئاب والقلق في بيئات العمل او في التعامل مع شريك الحياة. وغالبا ما يعاني الأشخاص الذين من حوله سواء كانوا شركاء الحياة او أبناء أو زملاء من نمط تعامله أو تفكيره.
ليس هناك دواء او استشفاء من متلازمة اسبرجر أو من أطياف التوحد. لكن التشخيص يساعدهم ويساعد الأشخاص من حولهم في إيجاد فرص لفهم وجهات النظر لتحقيق الاستقرار.
يكون الأشخاص الذين من حول الاسبرجري أكثر تفهما عندما يعرفون أن ما يقوم به الاسبرجري غير مقصود او أنه بسبب اختلاف في الدماغ. يفهم الاسبرجري نفسه بعد التشخيص ويكون أكثر تفهما لعدم قدرته على بعض المهام الاجتماعية وقد يقوم باستشارة القريبين له من الأشخاص ذوي العقل النيوروتيبيكل حتى لا يقدم على الأخطاء. قد تتغير شخصية الاسبرجري بعد التشخيص، قد يكون أكثر تفهما. عندما يتقبل الشخص الاسبرجري نفسه ويتقبل نقاط ضعفه يصبح على أول عتبة من عتبات المساعدة. لا يوجد علاج أو دواء للتشافي لكن تتوفر المساعدة. قد يتولى شريك الحياة، ذا العقل النيوروتيبيكل، بعض المهام الاجتماعية، او قد يكون مستشارا للشخص الاسبرجري.  تتكفل بعض الدول الشخص الاسبرجري حيث تصنف المتلازمة على أنها اعاقة وبالتالي يتوفر الدعم في التعليم، في التوظيف، في التقاعد المبكر وغيرها في مؤسسات الدول. لن يضطر الشخص الاسبرجري أن يخوض حرب فهم الحياة الاجتماعية بمفرده.
في بعض الأحيان قد يحتاج الأسبرجري الى الدعم والمساندة، مثل العلاج السلوكي بحيث يتم التركيز على معالجة العجز في خصائص محددة مثل فقر مهارات التواصل، الهوس أو الأفعال الروتينية المتكررة، والمهارات الجسدية. ومعظم الأشخاص يتحسنون بمرور الوقت.

## جدل حول المتلازمة
زعم الباحث البريطاني سايمون بارون كوهن أن متلازمة اسبرجر هي نوع من الاختلاف البشري وأن الاعاقة تنطبق فقط على اطياف التوحد التي تعاني من الصعوبات. قد تكون لهذى المزاعم انعكاسات على التشريعات اذا ما تم الأخذ بها اذ قد لا يتم توفير المسانده الرسمية للأشخاص الاسبرجريين بزعم أنهم مختلفين فقط وأنهم لا يعانون من اعاقة.

## الأسباب
وصف هانز أسبرجر مجموعة أعراض منتشرة بين أفراد أسر مرضاه، وخصوصاً الآباء، وقد قامت البحوث بدعم ملاحظة هانز أسبرجر، واستدلت أنه هناك أسباب وراثية مرتبطة بمرض الأسبرجر. وعلى الرغم أنه لم يتم تحديد جينات بعينها مسؤولة عن المرض، فإنه من المعتقد أن هناك مجموعة عوامل تلعب دورا في التعبير عن مرض التوحد، بالنظر إلى التباين المظهري الملاحظ على هذه الفئة من الأطفال. الدليل على وجود علاقة جينية، هو ما يرجع انتشار متلازمة أسبرجر في بعض العائلات، ويلاحظ ارتفاع عدد حالات أفراد الأسرة الذين لديهم أعراض سلوكية مشابهة لأسبرجر ولكن في شكل محدود (على سبيل المثال، صعوبات طفيفة في التفاعل الاجتماعي، أو اللغوي، أو القراءة). وتشير معظم الأبحاث إلى أن جميع اضطرابات طيف التوحد تمتلك آليات جينية مشتركة، ولكن قد يكون لدى الأسبرجر مكون وراثي أقوى من مرض التوحد.
وربما تكون هناك مجموعة معينة من الجينات حيث تقوم الجينات أليل بالعمل على الأشخاص ذوي القابلية للإصابة بالأسبرجر، وفي هذه الحالة، تقوم مجموعة مشتركة من الجينات بتحديد مدى جسامة المرض وشكل أعراضه لكل شخص مصاب بالأسبرجر.
وقد تم ربط حالات عدة مرضى مصابين بالأسبرجر وبين تعرضهم للماسخات (عوامل مسببة في عيوب خلقية) خلال الأسابيع الثمانية الأولى من الحمل. وعلى الرغم من أن ذلك لا يستبعد احتمال الإصابة بمرض الأسبرجر في وقت لاحق، فإنه دليل قوي على أن المرض ينشأ في وقت مبكر جداً من مرحلة النمو. وهناك العديد من العوامل البيئية التي افترض أن تؤثر في الطفل المريض بعد الولادة، ولكن أياً من تلك العوامل لم تأكده الأبحاث العلمية بعد.

## الآلية
مقال تفصيلي: توحد
يبدو مرض الأسبرجر وكأنه يظهر نتيجة لعوامل نمو تؤثر في العديد من (أو في كل) النظم الوظيفية في المخ، خلافاً للآثار الموضعية. وعلى الرغم من أن الأسس المحددة لمرض أسبرجر أو العوامل التي تميزه عن أمراض طيف التوحد الأخرى غير المعروفة، ولم تتم معرفة أمراض مشتركة واضحة بين الأشخاص المصابين بالمرض، فإنه لا يزال من الممكن أن تكون آلية الأسبرجر منفصلة عن آليات أمراض اضطراب طيف التوحد الأخرى. وتشير دراسات التشريح العصبي والأعمال المرتبطة بالماسخات، أن الآلية تشمل تعديلات في تطور المخ في وقت مبكر من تكون الجنين. والهجرة الغير طبيعية للخلايا الجنينية أثناء التطور الجنيني قد تؤثر على البناء النهائي للمخ وللتوصيل بين أجزاءه، مما يؤدي إلى إحداث تغيرات في الدوائر العصبية التي تتحكم في الفكر والسلوك. هناك العديد من النظريات لآلية المرض، لكن أياً منهم لم يقدم تفسيراً كاملاً بعد.

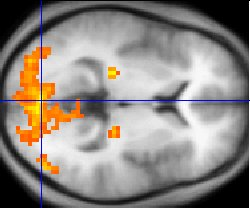
صورة رنين مغناطيسي أحادية اللون مأخوذة لقطاع أفقي من مخ بشري، وقد تم تسليط ضوء برتقالي وأصفر على مناطق قليلة عميقة من الصورة.يوفر التصوير بالرنين المغناطيسي بعض الأدلة لنظريات "التوصيل الأدنى" Underconnectivity ونظرية النظام العصبي الانعكاسي.

وتفترض نظرية «التحت-توصيلية» إلى أن هناك وصلات عصبية رفيعة المستوى تعمل بشكل أقل كفاءة، وأقل تزامناً، مما يسبب في وجد فائض من عمليات ذات مستوى منخفض. وذلك يتماشى بشكل جيد مع نظريات المعالجة العامة مثل نظرية «التماسكية الضعيفة للمركز»، والتي تفرض أن قدرة مريض الأسبرجر المحدودة على رؤية الصورة الكبيرة تكمن وراء اضطرابات المركز. وتركز نظرية ذات صلة -تسمى: الأداء الإدراكي المعزز- بشكل أكبر على التفوق في العمليات الموجهة محلياً والعمليات الإدراكية عند الأشخاص الذين يعانون من التوحد.
وتفرض نظرية النظام العصبي الانعكاسي أن التعديلات التي تحدث لنمو النظام العصبي الانعكاسي قد تتداخل مع المحاكاة وتؤدي إلى الخلل الاجتماعي الرئيسي الذي يميز مرض أسبرجر. وعلى سبيل المثال، تظهر إحدى الدراسات أن هناك تأخرا في تنشيط الدائرة الرئيسية للمحاكاة عند الأشخاص المصابين بالأسبرجر. وتتفق هذا النظرية بشكل جيد مع نظريات الإدراك الاجتماعي مثل «نظرية العقل»، والتي تفرض أن السلوك التوحدي ينشأ من عيوب عقلية تنسب إلى الذات وإلى الآخرين، وكذلك نظرية Hyper-Systemizing، والتي تفرض أن الأفراد المتوحدون يمكنهم منهجة عملياتهم الداخلية لتعالج أحداثا داخلية، لكن ذلك يتم بشكل أقل كفاءة من التعرض الطبيعي لمحفزات/أحداث من الآخرين ينتج عنها عمليات داخلية طبيعية.
وهناك آليات أخرى ممكنة مثل «اختلال السيروتونين الوظيفي» و«خلل في المخيخ».

## فرز المرض
يمكن لآباء وأمهات الأطفال الممصابين بمرض الأسبرجر أن يتتبعوا اختلافات في نمو أطفالهم بدءاً من عمر 30 شهراً. وقد يحدد فرز النمو خلال الفحص الروتيني -على يد طبيب عام أو طبيب الأطفال- علامات تنبه الطبيب من أجل إجراء المزيد من الفحوصات. ويعد تشخيص متلازمة أسبرجر أمراً معقداً يستخدم فيه العديد من أجهزة الفرز المختلفة، والتي تتضمن: مقياس تشخيص متلازمة أسبرجر ASDS، الاستبيان الخاص بفرز طيف التوحد ASSQ، اختبار متلازمة أسبرجر عند الأطفال CAST، مقياس جيليام لاضطراب الأسبرجر GADS، مؤشر كروج لاضطراب الأسبرجر KADI، وحصة طيف التوحد AQ (مع إصدارات مختلفة للأطفال، المراهقين، والبالغين).ولم يثبت أن يمكن الاعتماد على أي من تلك الأجهزة للتفريق بين الأسبرجر وبين باقي أمراض طيف التوحد.

## التشخيص
يتطلب معيار التشخيص وجود ضعف في التفاعل الاجتماعي، أنماط مكررة ومقولبة من السلوك، الأنشطة والرغبات، دون تأخر كبير في الجانب اللغوي أو النمو الإدراكي. وعلى عكس المعايير الدولية، فإن المعايير المعمول بها في الولايات المتحدة تتطلب أيضا وجود ضعف في الوظائف اليومية. وهناك مجموعة أخرى من معايير التشخيص اقترحها «Szatmári وأخرون»، واقترحها «جيلبرج وجيلبرج» Gillberg and Gillberg.
ويتم التشخيص عادة ما بين سن الرابعة والحادية عشرة. ويتم التقييم الشامل على مجموعة أنشطة يقوم بها فريق متعدد التخصصات يلاحظ المريض عبر مجموعة متعددة من البيئات، ويتم أيضاً عمل فحوصات عصبية ووراثية، بجانب اختبارات للإدراك، الوظائف النفسية، نقاط الضعف ونقاط القوية في التعبير اللغوي وغير اللغوي، أسلوب التعلم، والمهارات اللازمة للعيش بشكل مستقل. ويعتبر «المعيار الذهبي» حالياً لتشخيص أمراض طيف التوحد هو ذلك الذي يجمع بين الحكم الإكلينيكي وبين تشخيص التوحد المعتمد على مقابلة تشخيصية منقحة ADI-R - وهي مقابلة شخصية نصف مهيكلة مع والد المريض- وجدول ملاحظة تشخيص التوحد ADOS- ويعتمد على المحادثة واللعب مع الطفل-.ويمكن أن يسبب تأخير التشخيص أو خطأ التشخيص في مشكلات للأفراد وللأسر، فعلى سبيل المثال، يمكن لتشخيص خاطئ أن يؤدى لاستخدام أدوية تزيد من تدهور سلوك المريض. وكثيراً ما يتم تشخيص حالة الأطفال المصابين بالأسبرجر على أنها «اضطراب عجز الانتباه الفائق» ADHD. ويعتبر تشخيص البالغين مهمة أكثر صعوبة، لأن التشخيص المعياري تم تصميمه من أجل الأطفال ومن أجل التعبير عن التغيرات في مرض الأسبرجر عبر التقدم في السن؛ ويتطلب تشخيص مرض البالغين فحوص إكلينيكية شاقة، ويتطلب مراجعة التاريخ الطبي الخاص بالمريض وبالأشخاص الأخرين الذين يعرفون المريض، ويتم التركيز أيضاً على سلوك المريض أثناء مرحلة الطفولة. والحالات التي يجب مراعاتها أثناء التشخيص التفريقي تشمل: الأنواع الأخرى لإضطراب طيف التوحد، طيف أمراض انفصام الشخصية، مرض ADHD، اضطراب الوسواس القهري، اضطراب الاكتئاب الأقصى، الاضطرابات الدلالية الواقعية، اضطرابات التعلم غير الشفهي، متلازمة توريت، اضطرابات الحركة النمطية، وثنائي القطب.
و يشكل ضعف التشخيص أو زيادة التشخيص مشكلات في حالات هامشية. وقد تؤدي ارتفاع كلفة الفحص والتشخيص إلى منع أو تأخير ذهاب أهل المريض إلى الفحص الطبي. وعلى العكس من ذلك، ساهمت زيادة شعبية العلاج من تعاطي المخدرات وتوسيع نطاق الرعاية الصحية إلى تشجيع المؤسسات الطبية على زيادة تشخيص أمراض اضطراب طيف التوحد. وهناك مؤشرات تدل على زيادة تشخيص مرض الأسبرجر في السنوات القليلة الأخيرة، ويرجع ذلك جزئياً إلى زيادة تشخيص الأطفال ذوي الذكاء العادي والغير مصابين بالتوحد لكنهم يواجهون صعوبات في التفاعل الاجتماعي. وقد ظهر تقرير عام 2006 يظهر أن مرض الأسبرجر هو الأسرع نمواً من حيث التشخيص لدى الأطفال في وادي السيليكون -كاليفورنيا، وهناك ميل لدى البالغين في تشخيص حالات أطفالهم تحت هذا المرض. وهناك العديد من التساؤلات حول الصلاحية الخارجية لتشخيص الأسبرجر. وهذا يعني، أنه من غير الواضح ما إذا كان هناك فائدة عملية في تمييز متلازمة أسبرجر عن أمراض HFA و PDD-NOS، حيث أن الطفل ذاته يمكن أن يتلقى تشخيصات مختلفة اعتمادا على أداة الفرز/التحديد المستخدمة. ويرجع الجدل حول تمييز الأسبرجر عن الـ HFA جزئيا إلى معضلة متكررة، حيث يتم تعريف الاضطرابات بناء على شدتها، لذلك فإنه من المتوقع ظهور دراسات تؤكد على وجود الفرق -على أساس الشدة-.

## إدارة الاضطراب
تحاول الطرق العلاجية لمتلازمة أسبرجر أن تتعامل مع الأعراض المؤلمة وأن تعلم المريض-وفقاً لسنه- مهارات اجتماعية، تواصلية، ومهنية والتي لا يتم اكتسابها خلال عملية النمو، ويحتوي العلاج أيضاً بعض التدخلات الخاصة التي تختلف من طفل لطفل بناءاً على تقييم فريق متعدد التخصصات. وعلى الرغم من التقدم الذي تم إحرازه، فإن البيانات التي تثبت فاعلية تلك التدخلات الخاصة لا تزال محدودة.

### العلاجات
العلاج الأمثل لمتلازمة أسبرجر يجمع بين طرق علاجية تتناول الأعراض الأساسية للاضطراب، بما في ذلك ضعف مهارات التواصل، والأعمال الروتينية المتكررة بهوس. وفي حين أن معظم المعالجين المهنيين يتفقون على أن كلما كان التدخل العلاجي في وقت مبكر، كلما كان ذلك أفضل، فإنه ليس هناك حزمة علاجية معينة يعتبرونها كأفضل علاج موجود. ويتشابه علاج متلازمة أسبرجر مع علاج أمراض اضطراب طيف التوحد عالية الأداء، إلا أن العلاج يأخذ في الاعتبار قدرات المريض اللغوية، نقاط القوة في المهارات اللفظية، ومواطن الضعف في المهارات الشفهية. ويحتوي برنامج العلاج النموذجي على:
- التدريب على مهارات اجتماعية، من أجل تحسين مهارات التفاعل بين المريض وبين الآخرين.
- علاج السلوك الإدراكي، لتحسين تعامل المريض مع الإجهاد الناتج عن القلق أو المشاعر المتفجرة، ولكي يتم إيقاف السلوك الروتيني المتكرر والمتصف بالهوس.
- علاج دوائي من أجل حالات العيش المشترك مثل: اضطراب الاكتئاب الأقصى، واضطرابات القلق.
- علاج جسدي/رياضي ومهني من أجل المساعدة في تحسين التكامل الضعيف بين الحواس، ومن أجل التناسق الحركي.
- ادخال المريض في تواصل اجتماعي، عن طريق علاج خاص بالنطق لمساعدة المريض على اكتساب براجماتية الأخذ والعطاء في المحادثة العادية.
- التدريب والدعم المقدم من الآباء والأمهات، ولا سيما عبر تقنيات سلوكية تستخدم في المنزل.

في العديد من الدراسات الخاصة ببرامج التدخل المبكر المعتمد على السلوك، تكون معظمها دراسات حالة على مجموعة مكونة من خمسة مشاركين، وغالبا ما تختبر مجموعة مشكلات قليلة تخص أنواع السلوك مثل: إيذاء الذات، السلوك العدواني، عدم الالتزام/الطاعة، - مفهوم مختلف عن النمطية-، أو اللغة العفوية، ويتم تجاهل الآثار الجانبية غير المقصودة.وعلى الرغم من شيوع تدريبات المهارت الاجتماعية، إلا أن فعاليتها ليست مؤكدة 100%.
وقد أظهرت دراسة تحكمية أجريت على عينة عشوائية وعلى نموذج لتدريب الوالدين من أجل مشكلات السلوك عند الأطفال المصابين بالأسبرجر، أظهرت أن الآباء الذين حضروا ورشة عمل تستمر يوماً واحداً أو مجموعة من 6 دروس فردية قد أبلغوا عن مشكلات سلوكية قليلة لدى أطفالهم، بينما أبلغ الآباء الذي يحضرون الدروس الفردية فقط عن مشكلات أقل كثافة عند أطفالهم المصابين بالمرض. والتدريب المهني مهم جداً لتعليم المريض قواعد وآداب المقابلة الوظيفية، وتعليم مرضى الأسبرجر من الأطفال الكبار والبالغين كيف يسلكون في مكان العمل، كما أن تعليمهم كيفية استخدام برامج التنظيم وأجهزة «مساعد البيانات الشخصي» PDA من أجل تحسين نوعية العمل والحياة يعد أمرا مفيداً جداً.

### تعديل السلوك
غالباً ما يتصرف التوحديون مراراً وتكراراً بطريقة غير مقبولة ولذلك فإنه من المهم التفكير في كيفية ممارسة ضغط عليهم لأحداث تغيير. وعادة ما تتمثل المشكلات السلوكية الشائعة في الأسئلة المتكررة وفرض روتين معين على الآخرين، والعدوانية.
وتتمثل أول خطوة في تعديل سلوك التوحدي الأكثر قدرة في استخدام أسلوب التفاوض. وينبغي التحدث مع التوحدي عن سلوكه غير المرغوب فيه وتوضيح لماذا أن ذلك السلوك يسبب متاعب للآخرين. ومن المهم تكوين فكرة عن لماذا يتصرف التوحدي على ذلك النحو ولكن يندر أن يعرف التوحدي نفسه سبب ذلك.
والقلق أو الحصار النفسي سبب شائع للزيادة في الطقوس والأسئلة المتكررة لدى التوحدي. وكمثال قالت فتاة ناقمة لشقيقها أنه سيكون «السبب في موت أمه». ومن ثم ركز الصبي في العديد من الاستشارات الطبية حول كيف يموت الناس. وأمطر صبي آخر والدته بأسئلة حول المحرقة النووية إلى حد أنه كان يوقظها من نومها ليلاً ليسألها كيف ستتم الإبادة الكاملة بالمحرقة النووية. ولم يكن بالإمكان تطمين الصبي ومن ثم ظل يطرح نفس السؤال مرة تلو الأخرى. ولم يكف الصبي عن السؤال إلا عندما رتب الطبيب لقاء ضم الابن والأم معاً، حيث تحدثت الأم عن مخاوفها حول سرطان الثدي (كان قد تم استئصال أحد ثديي الأم بعد إصابتها بالسرطان). وعندها عبر الابن عن مخاوفه وقلقه على أمه التي كانت تعتقد من قبل أنه لا يبالي بها بتاتًا.
وإذا لم يفد تبديد القلق والحصار النفسي في حل المعضلة فأنه لابد عندئذ من التفكير في بعض الضبط الاجتماعي. وقد تكون هناك حاجة على وجه الخصوص للضبط الاجتماعي في حالات يجد فيها الشخص التوحدي أن تصرفه بطريقة معينة تثير الإستياء. والأشخاص التوحديون ليسوا أقل أنانية من الأشخاص الآخرين ولكن هذه الأنانية تزداد إذا جعل الأبوان من طفلهما محور حياتهما. وتتمثل الخطوة الأولى في الضبط الاجتماعي في الوضع في الاعتبار أي أنواع الضبط تجد قبولاً لدى الأبوين. ويعمل الاختصاصيين أحياناً على تشجيع الأبوين على حرمان أبنهم التوحدي البالغ سن الرشد من دخول المنزل ما لم يعدل من تصرفاته ولكن مثل هذا النوع من الضبط قلما يجد قبولاً من الأبوين. ولا ينبغي أن يكون الضبط عقاباً اعتباطياً بل نتيجة مفهومة لمسلك غير لائق. ولعل خير مثال على هذا هو حجب نشاط ينطوي على مكافأة يؤديه الأبوان لابنهما التوحدي الذي اعتاد على ذلك النشاط. وعندئذ ينبغي مناقشة الإجراء الذي سيتم اتخاذه مع الشخص التوحدي بطريقة مجردة من العاطفة بقدر الإمكان، مع إعطاء وصف تصويري دقيق لسلوكه غير المقبول، حتى تكون لديه فكرة كاملة عن ما سيترتب على هذا السلوك. وفي معظم الأحوال فان التوحدي يحاول الانعتاق عن هذا الإجراء الضابط وعليه فأنه ربما يكون من الضروري طرحه في شكل كتابي.
وإذا كانت المعضلة ناجمة عن عدة سلوكيات وليس عن سلوك واحد فإن الأسلوب المشار إليه آنفاً قد لا يفيد. وإذا كان السلوك غير المقبول يشكل ظاهرة جديدة فأن هذا قد يشير إلى وجود توتر في حياة أو بيئة عمل الشخص التوحدي الأمر الذي قد يستدعي التدخل من باحث اجتماعي أو طبيب. وقد يكون التصرف غير المقبول اجتماعياً عرض من أعراض اضطراب مزاجي أو مرض عقلي آخر، وربما يفيد التقويم الطبي على وجه الخصوص إذا كان هناك أدنى شك حيال ذلك.

### الأدوية
لا يوجد دواء واحد يعالج -بشكل مباشر- العرض الأساسي لمتلازمة أسبرجر. وعلى الرغم من أن البحوث في مجال فعالية التدخل الصيدلاني لا تزال محدودة، إلا أنه من الضروي تشخيص وعلاج الحالات المرضية. وقد يتسبب العجز الذاتي لدى المريض في تحديد عواطفه أو في مراقبة الآثار المترتبة على سلوك الآخرين في تشكيل صعوبة لدى مريض الأسبرجر لإدراك مدى أهمية العلاج. ويمكن للأدوية إذا ما تم الجمع بينها وبين التدخلات السلوكية وتعديل البيئة التي يعيش فيها المريض أن تكون فعالة في علاج الأعراض المرضية مثل: اضطرابات القلق، اضطراب الاكتئاب الأقصى، عدم التركيز، والسلوك العدواني. وقد ظهر أن أدوية الذهان الشاذ: ريسبيريدون وأولانزابين تقوم بخفض الأعراض المصاحبة للأسبرجر، ويستطيع دواء الـ ريسبيريدون أن يخفض من السلوك التكراري ومن محاولات إيذاء الذات لدى المريض، ويستطيع أيضا أن يخفض من نوبات المريض العدوانية، الاندفاع، ويقوم أيضا بتحسين الأنماط المقولبة لسلوك المريض وتحسين قرابته الاجتماعية. وقد أثبتت «مثبطات امتصاص السيروتونين الانتقائية SSRIs» «فلوكستين»، «فلوفوكسامين» والـ «سيرترالين» فاعلية في علاج السلوك والرغبات التكرارية والمقيدة.
ويجب توخي الحذر مع الأدوية، فهناك مخاوف أثيرت عن هذه العلاجات مثل: خلل في التمثيل الغذائي، أوقات التوصيل القلبية، ومخاطر من زيادة نسبة السكرى من النوع 2، بجانب آثار جانبية خطيرة طويلة الأجل تصيب الجهاز العصبي.ويمكن أن تؤدي علاجات الـ SSRI إلى تفعيل مظاهر سلوكية غير مرغوبة مثل زيادة الاندفاع العدوان، وإلى زيادة اضطرابات النوم.وكذلك فهناك آثار جانبية شائعة لعلاج الـ ريسبيريدون مثل زيادة الوزن والشعور بالإرهاق، الأمر الذي قد يؤدي إلى زيادة مخاطر أعراض خارج السبيل الهرمي مثل الأرق، خلل التوتر، وزيادة مستويات البرولاكتين.
وتشكل زيادة الوزن والشعور بالخدر أكثر الأعراض الجانبية المرتبطة بدواء الـ أولانزابين، كذلك هناك ارتباط بينه وبين مرض السكري. أما الآثار الجانبية للمسكنات، فتظهر واضحة مع الأطفال في سن المدرسة، ويكون لها انعكاسات واضحة أثناء التعليم داخل قاعة الدرس. وقد لا يستطيع الأفراد المصابون بمتلازمة أسبرجر من تحديد حالاتهم المزاجية وعواطفهم والتعبير عنها للآخرين، وقد لايستطيعون تحمل الآثار الجانبية للعلاج، الذي يستطيع الأشخاص العاديون تحمله بدون أن تكون لديهم أي مشكلة.

## المآل
هناك بعض الدلائل التي تشير إلى أن نحو 20% من الأطفال المصابين بالأسبرجر ينضجون وقد تخلصوا منه، وعند وصولهم مراحل البلوغ لا تنطبق عليهم معايير تشخيص المرض.
وحتى عام 2006، لم توجد دراسات على المدى الطويل تتابع تطور حالات الأشخاص المصابين بالأسبرجر، ولا يوجد دراسات منهجية طويلة الأجل «دراسات متابعة» للأطفال الذين يعانون من المرض. كما أن الأشخاص المصابين بالمرض لديهم متوسط عمر طبيعي جدا، لكن لديهم استعداد أكثر من غيرهم لإبداء أعراض نفسية مرضية مثل اضطراب الاكتئاب الأقصى، واضطرابات القلق، مماقد يؤثر بشكل كبير على التنبؤ بطول أعمارهم.وعلى الرغم من أن إصابتهم بالاختلال الاجتماعي تدوم مدى الحياة، إلا أن حياتهم تكون أكثر إيجابية من الأفراد الذين يعانون من اضطرابات طيف التوحد مع انخفاض الأداء؛ وعلى سبيل المثال، غالباً ما تتضائل أعراض اضطراب الطيف التوحدي مع الوقت عند الأطفال المصابين بمتلازمة أسبرجر أو الـ HFA. وبالرغم من أن معظم الطلاب المصابين بالأسبرجر أو الـ HFA يمتلكون قدرات رياضية متوسطة ونتائجهم في الرياضيات أقل قليلا من نتائج الطلبة الطبيعيين -الطلبة عاديو الذكاء-، فإن بعض الطلاب المصابين بالمرض يبدون مواهب فذة في الرياضيات، ولم يستطع الأسبرجر من أن يمنع بعض البالغين من تحقيق إنجازات كبرى مثل الفوز بجائزة نوبل.
وقد يحتاج الأطفال المصابون إلى خدمات تعليمية خاصة، بسبب الصعوبات الاجتماعية والسلوكية التي يعانون منها، وبالرغم من ذلك فإن العديد من الأطفال المرضى يستطيعون حضور فصول التعليم العادية مع أقرانهم الطبيعيين.وقد يظهر المراهقين المصابين بالمرض صعوبات في رعاية أنفسهم، ويظهرون صعوبات في الانخراط بعلاقات اجتماعية ورومانسية؛ وعلى الرغم من إمكاناتهم الإدراكية العالية، يبقى معظم الشباب المصابين بالمرض في المنزل، رغم أن بعضهم يقوم بالزواج وبالعمل بشكل مستقل. وأحيانا تشكل التجربة المختلفة التي يعيشها المراهقون المصابون، جانباً مؤلماً من حياتهم. وقد ينجم عنها القلق من انتهاكات محتملة لروتين وطقوس الحياة، بدءاً من وضع المريض في موقف غير متوقع أو دون جدول زمني واضح، أو من القلق أن يفشل في اللقاءات الاجتماعية؛ وقد يظهر ذلك القلق - الناتج- في صورة غفلة، انسحاب، اعتماد على الهواجس، نشاط زائد، أو سلوك عدواني أو سلوك معارض. وعادة ما يكون الاكتئاب ناجمًا عن الإحباط المزمن الناتج عن الفشل المتكرر في التواصل الإجتماعي مع الآخرين، وقد يؤدى إلى تطور اضطرابات المزاج التي تحتاج لعلاج. وتشير التجارب الإكلينيكية إلى أن معدل الانتحار بين الأشخاص قد يكون أعلى بين أولئك المصابين بالأسبرجر، ولكن ذلك لم يتم تأكيده عبر دراسات تجريبية منتظمة.
ويعد تعليم الأسر أمرا حاسما في تطوير استراتيجيات تساعدهم على معرفة نقاط القوة والضعف الخاصة بأطفالهم المصابين، كما يساعدهم التعليم على تحسين نتائج أطفالهم باستمرار. وقد يتم تحسين التشخيص عبر التشخيص في سن أصغر تسمح بإجراء تدخلات مبكرة، في حين أن التدخلات في مرحلة البلوغ تكون أقل فائدة -لكنها لا تزال هامة بالطبع-. وهناك العديد من المسائل القانونية تخص الأشخاص المصابين بالأسبرجر، حيث أنهم عرضة لخطر الاستغلال من قبل الآخرين، وربما يكونوا غير قادرين على استيعاب الآثار الاجتماعية المترتبة على تصرفاتهم الخاصة.

## علم الأوبئة
تختلف تقديرات انتشار المرض اختلافا كبيرا. فقد وجد تقرير عن دراسات الأوبئة لدى الأطفال عام 2003 أن معدلات انتشار الأسبرجر تترواح بين 0.03 إلى 4.84 في كل 1,000 طفل، وذكر التقرير أن نسبة التوحد إلى متلازمة أسبرجر تترواح بين 1.5: 1 إلى 16: 1؛ وبذلك يكون متوسط النسبة هو 5:1 وجدير بالذكر أن النسبة المتفق عليها لانتشار مرض التوحد تبلغ 1.3 لكل 1,000 طفل، مما يشير بشكل غير مباشر أن انتشار الأسبرجر قد يتراوح بين 0.26 لكل 1000 طفل. ويرجع جزء من أسباب التفاوت في التقديرات إلى الاختلاف في معايير التشخيص.وعلى سبيل المثال، وجدت دراسة أجريت عام 2007 على مجموعة صغيرة نسبيا مكونة من 5,484 طفل في الثامنة من عمرهم بفنلندا، وجدت أن 2.9 من 1000 طفل يقابلون معيار ICD-10 لتشخيص الأسبرجر، ووجدت الدراسة أن 2.7 من 1000 طفل يقابلون معيار «جيلبرج وجيلبرج»، 2.5 يقابلون معيار DSM-IV، و 1.6 يقابلون معيار Szatmari et al، و 4.3 من كل 1000 طفل يقابلون المعايير التي ذكرت كلها -بشكل مجتمع-.ويبدو أن الأولاد أكثر عرضة للإصابة بالمرض من الفتيات، وتشير تقديرات الإصابة بحسب الجنس إلى أن النسبة تترواح بين 1.6: 1 و 4: 1 -الأولاد: الفتيات-، مع استخدام معايير جيلبرج وجيلبرج "Gillberg and Gillberg".
ويشكل كلا من «اضطرابات القلق» و«اضطرابات الاكتئاب الأقصى» العرضان الأكثر شيوعا واللذان يظهران في الوقت ذاتة مع الأسبرجر، فحوالي 65% من مصابي الأسبرجر يعانون من تلك الاضطرابات.ويشيع مرض الاكتئاب عند المراهقين والبالغين؛ ويحتمل أن يصاب الأطفال بالـ ADHD. وقد ربطت التقارير بين متلازمة أسبرجر وبين أعراض طبية مثل الـبيلة الحمضمينية والتسيب الفقري، لكن تلك التقارير اقتصرت على تقارير حالات أو دراسات صغيرة، ولم توجد عوامل ارتبطت مع الأسبرجر عبر تلك الدراسات. وقد وجدت دراسة أجريت على الذكور المصابين بالمرض أن لديهم زيادة في الإصابة بالصرع، وأن معدل اضطراب التعلم الشفهي لديهم يبلغ 51% من العينة-نسبة عالية عن المعدلات في الذكور الطبيعيين-.ويرتبط الأسبرجر بـ التشنج، متلازمة توريت، والاضطراب ثنائي القطب، وتتشابه السلوكيات المتكررة لمرضى الأسبرجر مع أعراض اضطرابات الوسواس القهري Obsessive-Compulsive، واضطرابات الشخصية ذات الوسواس القهري.وعلى الرغم من أن العديد من تلك الدراسات مبنية على عينات العيادات النفسية، ودون استخدام تدابير معيارية محددة، فإنه يبدو من المعقول أن نستنتج أن الظروف المرضية تلك شائعة نسبياً.

## تاريخ
سميت المتلازمة على اسم طبيب الأطفال النمساوي «هانز أسبرجر» (1906- 1980)، وتمثل متلازمة أسبرجر تشخيصا جديدا نسبيا في مجال التوحد Autism.
وفي طفولته، يبدو أن أسبرجر قد أبدى بعض خصائص العرض الذي حمل اسمه فيما بعد، من تلك الخصائص: البعد عن الناس، والموهبة اللغوية. وأقد أوضحت صورا التقطت له أثناء عمله البارز أن له وجهاً جاداً يبدو عليه نظرة محدقة. وفي عام 1944، وصف أسبرجر أربعة أطفال كان يعمل على حالاتهم ممن كان لديهم صعوبات في الاندماج الاجتماعي.
افتقر هؤلاء الأطفال إلى مهارات التواصل غير اللفظي، وفشلوا في إظهار التعاطف مع أقرانهم، وكانوا مرتبكين جسدياً. وقد أطلق أسبرجر على هذه الحالة اسم «سيكوباتيا التوحد» وقد وصفها الحالة بشكل رئيسي أنها تتسم بالعزلة الاجتماعية. وعلى عكس الأسبرجر المعروف اليوم، يمكن لسيكوباتيا التوحد أن توجد في أشخاص من جميع مستويات الذكاء، بما في ذلك أولئك الذين يعانون من تخلف عقلي. وفي الفترة التي دعت فيها السياسة النازية لتحسين النسل النازي عبر تعقيم وقتل المنحرفين اجتماعيا والمعاقين ذهنيا، دافع اسبرجر عن قيمة الأفراد الذين يعانون من التوحد، وكتب «نحن على اقتناع، إذن، أن الأشخاص الذين يعانون من التوحد لهم مكانهم في الكيان الاجتماعي للمجتمع.إنهم يؤدون دورهم بشكل جيد، ربما بشكل أفضل من أي شخص آخر، ونحن نتحدث عن أشخاص عانوا في طفولتهم ومروا بصعوبات بالغة وتسببوا في أشكال لا توصف من القلق لأولئك الذين قاموا برعايتهم.»
كما أطلق أسبرجر على مرضاه الصغار اسم «الأساتذة الصغار»، وكان يعتقد أن بعضهم سيكون قادرا على تحقيق انجازات استثنائية وأن يقدم أفكارا أصلية في أوقات لاحقة من حياتهم. وقد نشرت ورقته في زمن الحرب، وباللغة الألمانية، لذلك لم تقرأ على نطاق واسع في أماكن أخرى.
وقد قامت لورنا وينج بنشر مصطلح «متلازمة أسبرجر» في المجتمع الطبي الناطق باللغة الإنجليزية في مطبوعتها التي نشرت عام 1981، وتشمل سلسلة من دراسات الحالة لأطفال يظهرون أعراضا مشابهة لما وصفه أسبرجر، وقامت أوتا فريث إلى ترجمة ورقة هانز أسبرجر إلى الإنجليزية عام 1991.وقد تم تحديد مجموعة من المعايير التشخيصية للمتلازمة من قبل «جيلبرج وجيلبرج» في عام 1989، وقام (سيزاتماري وآخرون) بعمل مجموعة أخرى من المعايير في العام نفسه. وقد أصبح الأسبرجر تشخيصا قياسيا في عام 1992، عندما تم إدراجه في الطبعة العاشرة من «الدليل التشخيصي لمنظمة الصحة العالمية»، و«التصنيف الدولي للأمراض ICD-10»؛ وفي عام 1994، تم إضافته إلى الطبعة الرابعة من المرجع التشخيصي لجمعيات الطب النفسي الأمريكية والصادر تحت العنوان: «الدليل التشخيصي والإحصائي للاضطرابات العقلية DSM-IV».
والآن يمكنك أن تجد مئات الكتب والمقالات ومواقع الإنترنت تتحدث عن الأسبرجر، وقد زادت تقديرات انتشار أمراض طيف التوحد بشكل غير عادي، مع وصف مرض أسبرجر كمجموعة فرعية من امراض طيف التوحد. أما بالنسبة لمسألة اعتبار الأسبرجر شكلا مختلفاً للتوحد عالي الأداء من عدمه، فإن تلك مسألة أساسية تتطلب مزيدا من الدراسة. كما أن هناك تساؤلات حول التحقق التجريبي من معايير الطبعة الرابعة للدليل التشخيصي والإحصائي للاضطرابات العقلية DSM-IV، ومعايير الطبعة العاشرة من التصنيف الدولي للأمراض ICD-10.

## كيف يبدو الأمر بالنسبة للآباء

### تأثير السلوك
يظل أبوا الطفل التوحدي مسؤولين عن طفلهما لوقت أطول مقارنة بالطفل العادي وغالباً ما يواجهون مشكلات سلوكية مسببة للتوتر على وجه الخصوص مثل البقاء في حالة يقظة دائمة طوال الليل، وسرحان العقل وتشتته، ونوبات الصراخ، والولع بالطعام، والعدوانية. وفي السنوات الباكرة على الأقل فإن الطفل قد لا يبدي أي اكتراث تجاه والديه.

### التأخر في التشخيص
عادة ما تكون الأم هي أول من يلاحظ أن هناك خطأ ما لدى الطفل. وفي البداية فأنها أما أن تتلقى تطمينات من زوجها ومن الطبيب العام، أو قد يقال لها أنها «تعمل من الحبة قبة». والمزيد من التأخير في التشخيص أمر شائع لاسيما بالنسبة لدى التوحديين الأكثر قدرة الذين لا تكون إعاقتهم ظاهرة للعيان. وقد يكون الخوف من إثارة الشعور بالذنب أو اليأس أو إثارة تفاؤل في غير محله من الأسباب التي تجعل الأطباء يتباطأون أكثر في التشخيص. غير أنه ينبغي ملاحظة أن الأبوين عادة ما يكونان قد خلصا إلى أن هناك أمراً خطيراً بشأن طفلهما وفي هذه الحالة فأنهما سوف يرحبان بنقاش صريح حول التشخيص وأسباب المرض والاتجاه المحتمل الذي قد يتخذه.

### مشاعر الأبوين
يشعر العديد من الآباء والأمهات بالذنب تجاه حالة طفلهما. وكانت أوصاف سريرية أولية قد أشارت إلى أن للطفل التوحدي أبوين باردين. ولكن باكتساب المزيد من الخبرات السريرية اتضح أن هذا الوصف خاطئ تماماً. ومع ذلك فأن العديد من الآباء يعتقدون أنه على الرغم من أن الاضطراب لدى طفلهما هو في جوهره ذي صلة بالعلاقات البشرية، فلابد أن الأمر عائد إلى أنهما لم يمنحا طفلهما الاستجابات العاطفية الصحيحة والكافية. وقد يدفع الإجهاد الناتج عن تربية طفل توحدي بالأبوين إلى التصرف بأقل ما يرغبان من تحمل أو فعالية مما قد يفاقم من شعورها بالذنب. وقد يصاحب ذلك استياء عاطفي لدى الأبوين وتوتر في الحياة الزوجية ومشادات تجريمية مع الأطباء وغيرهم من الاختصاصين.

### الالتقاء بالآباء الآخرين
وفي أغلب الأحوال، فقد لا تتوفر حلول عملية بسيطة إلا أن توفر الفرصة للتحدث مع الآباء الآخرين حول المتاعب الماثلة قد يخفف من حدة المشاعر ويوفر إمكانية لمناقشة استراتيجيات جديدة. ويمكن أن يكون الالتقاء بالآباء الآخرين مفيداً على وجه الخصوص ويتوفر الآن العديد من الجمعيات الاجتماعية المحلية المتفرعة من الجمعية الوطنية للتوحد التي تنظم لقاءات للأسر وتمدهم بالعون اللازم. والعضوية مفتوحة أيضاً للمهنيين من ذوي الاختصاص وللتوحديين أنفسهم. ويصبح التعامل مع التوحد أكثر سهولة إذا ما تم التخلص من العزلة الاجتماعية التي يشعر بها الآباء عادة. وكثيراً ما يفيد الالتقاء بالآباء الآخرين في المؤتمرات أو اللقاءات المحلية في هذا الخصوص.

### مواقف الأشخاص الآخرين
يفرض الطفل التوحدي مطالب كثيرة وغير عادية على أبويه مما قد يؤدي إلى عزلتهم عن الآباء الآخرين. وغالباً ما يشعر الأبوان بقلق عميق تجاه طفلهما وقد يشعران بالذنب أو الخجل على الرغم من أن أي الشعوريين لا مبرر لهما في الواقع. وقد يتأثر الأبوان الذين لديهم أكثر من طفل توحدي علي وجه الخصوص بهذا الشعور وأحياناً قد تنهار حياتهما الزوجية تحت وطأة هذا الإجهاد.
وقد يسهم الأشخاص الآخرون الذين يرون الطفل التوحدي وهو يتصرف بعزابة -ولكن لا يدركون الماقتة- في محنة الأبوين وزيادة إحساسهما بالذنب من خلال الإدلاء بتعليقات عيّابة وانتقادية ممضة في القسوة.

### التعليم
إذا قرر الأبوان إلحاق طفلهما بمدرسة عادية فأنهما قد يأسفان على هذا القرار عندما يتعرض طفلهما إلى العنف من قِبل الأخرين. لقد ذكرت لي إحدى الأمهات أن طفلهما كان عادة ما يعود من المدرسة إلى البيت بسترة ممزقة يغطيهما بصاق الأطفال الأخرين.

### العدوانية
قد لا يكون العنف ذات اتجاه واحد دائماً. فالطفل التوحدي قد ينفث عن المشاعر التي تعتمل في نفسه على التلاميذ الأصغر سناً أو على إخوانه الصغار ويمكن أن تكون العدوانية معضلة على وجه الخصوص في مرحلة المراهقة وغالباً ما تكون الأم هي الهدف. وفي أحياناً كثيرة تحدث على غير توقع وبعنف. وكمثال فإن مراهقاً في الرابعة عشرة من عمره لم تعد له أمه طعام العشاء بسرعة شد ثدييها بقوة إلى حد أن جلدها تمزق. وهذا المستوى من العدوانية نادر وقد يكون مؤشراً على اضطراب عاطفي عمل على تعقيد حالة التوحد. وفي هذه الحالة قد تكون هناك حاجة لإخضاع الطفل أو المراهق للعلاج الطبي، وإذا لم يفد العلاج فقد يكون من الضروري أبعاده عن الأسرة.
غير أن وجود طفل توحدي ليس أمراً صعباً دائماً. وعادة ما يتصف الأشخاص التوحديون بعاطفة مؤثرة بريئة غير معقدة. فهم لا يدبرون المكايد ولا يتأمرون ولا يتمردون ولا يشوهون سمعة الغير. ولا أعرف سوى حالة واحدة لشخص توحدي كأن يتعاطى المخدرات المحظورة. كما أن تجاوز الجرعات كان نادراً. وإذا حقق الشخص التوحدي تقدماً فإن هذا يمكن أن يكون مصدر عظيم للرضا والفخر.

## الجوانب الثقافية والاجتماعية
قد يشير المصابون بمتلازمة أسبرجر إلى أنفسهم أثناء الحديث العارض كـ «آسبي/أسبيز»، والتي صيغت من قبل ليان هوليداي ويلي عام 1999.كما تشير الكلمة Neurotypical (وتختصر إلى NT) إلى الشخص الذي تتطابق حالته ونموه العصبي مع مريض الأسبرجر، وغالبا ما تطلق على الأشخاص الغير مصابين بالتوحد.
وقد سمحت شبكة الإنترنت للأفراد المصابين بالأسبرجر أن يتواصلوا مع بعضهم ويحتفلوا مع بعضهم بطريقة لم تكن ممكنة سابقا، بسبب ندرتهم، وبسبب توزيعهم الجغرافي. لقد ظهرت ثقافة فرعية Subculture كاملة خاصة بالآسبيز Aspies. وقد سمحت مواقع على الإنترنت مثل Wrong Planet للأفراد المصابين بالأسبرجر أن يتواصلوا بشكل سهل.
دعا الأشخاص المصابون بالتوحد إلى تحويل النظرة إلى اضطرابات طيف التوحد من «أمراض» يجب علاجها إلى «متلأزمات معقدة». ويرفض أصحاب هذا الرأي الفكرة القائلة بأن هناك تكوين «مثالي» للمخ، وبأن أي انحراف عن معايير هذا التكوين يعتبر «مَرضيا»؛ بل يدعون إلى تعزيز التسامح من أجل ما يسمونه «تنوع النظام العصبي». وتعتبر هذه الآراء هي الأساس لحقوق المصابين بالتوحد، ولحركات الفخر بالتوحد. ويوجد تناقض في الموقف بين البالغين الذين يدركون إصابتهم بالأسبرجر والذين لا يريدون عادة أن يشفوا من مرضهم بل ويشعرون بالفخر من هويتهم، وبين الآباء الذين أصيب أولادهم بالمرض، ويبحثون عن المساعدة والدعم من أجل شفاء أبنائهم.
وقد جادل بعض الباحثين في مسألة النظر إلى الأسبرجر كأسلوب معرفي مختلف، وعدم النظر إليه كخلل أو إعاقة، ويرون أنه يجب إزالته من دليل التشخيص والإحصائات. وفي ورقة نشرت عام 2002، كتب سايمون بارون كوهين يقول عن المصابين بالأسبرجر: «لا توجد مصلحة في العالم الاجتماعي تدعو إلى تدقيق النظر من أجل التفاصيل l -يقصد قدرة المصابين بالأسبرجر على مالطة التفاصيل وإتقان العمل-لكن في عوالم الرياضيات، الحوسبة، الفهرسة، الموسيقى، اللغويات، الهندسة، والعلوم، يمكن لمثل هذه العناية بأدق التفاصيل أن تؤدي إلى النجاح وليس إلى الفشل».وقد أوضح بارون كوهين سببين حول فائدة أن يتم اعتبار الأسبرجر «إعاقة»: لضمان توفير الدعم الخاص قانونيا، ولكي يقوم الشخص السليم بالتفرقة بين الصعوبات العاطفية وبين البرود في اظهار التعاطف.وقد قيل أن جينات الأسبرجر والتي تسببت في هذا المزيج من القدرات، قامت بالعمل أثناء تطور الإنسان الحالي، وكان لها إسهامات هامة في التاريخ البشري.